# Ernst Berger (Archäologe)
Ernst Berger (geboren am 26. Februar 1928 in Basel; gestorben am 24. März 2006 ebenda) war ein Schweizer Klassischer Archäologe.
Berger, Sohn von Fritz Berger, studierte zunächst ab Herbst 1948 an der Universität Basel Klassische Philologie, ab 1950 Klassische Archäologie bei Karl Schefold. Im Jahr 1951 wechselte er an die Universität München, wo er im September 1955 bei Ernst Buschor mit einer Arbeit zur Rekonstruktion des Parthenon-Ostgiebels promoviert wurde. Für das Jahr 1955/56 erhielt er, als erster und einziger Schweizer, das Reisestipendium des Deutschen Archäologischen Instituts, das ihn zusammen mit Otto Lendle und Peter Herrmann in einem gestifteten VW-Käfer von Italien über Tunesien nach Libyen, Ägypten, Syrien und schliesslich in die Türkei führte. Anschliessend war er 1956 bis 1957 Mitglied des Schweizer Instituts in Rom, 1957 bis 1959 Assistent bei Ernst Langlotz in Bonn und 1960 bis 1961 Kustos der Antikensammlung Kassel.
Im Oktober 1961 wurde er als Gründungsdirektor des Antikenmuseums Basel berufen, das er ab 1962 zusammen mit Margot Schmidt aufbaute und 1966 einweihen konnte. Zusätzlich war er ab 1961 Leiter der Skulpturhalle Basel, in der er im Laufe der Jahre eine einmalige Sammlung aller erhaltenen Bauplastiken des Parthenon in Gipsabgüssen zusammentrug. Dank der Sammlung und einer angeschlossenen Rekonstruktionswerkstatt entwickelte er die Skulpturhalle zu einer zentralen Forschungsstätte der Parthenon-Forschung im Speziellen und der Erforschung Klassischer Plastik im Allgemeinen. Höhepunkt dieser wissenschaftlichen Sammeltätigkeit bildete der 1982 abgehaltene, internationale Parthenon-Kongress. Berger, der sich 1960 an der Universität Fribourg habilitiert hatte, lehrte ab 1962 als Privatdozent, ab 1968 als ausserordentlicher Professor an der Universität Basel. 1993 wurde er pensioniert. Er erhielt für seine wissenschaftlichen Leistungen die Ehrendoktorwürden der Universitäten Würzburg 1997 und Athen 1998.

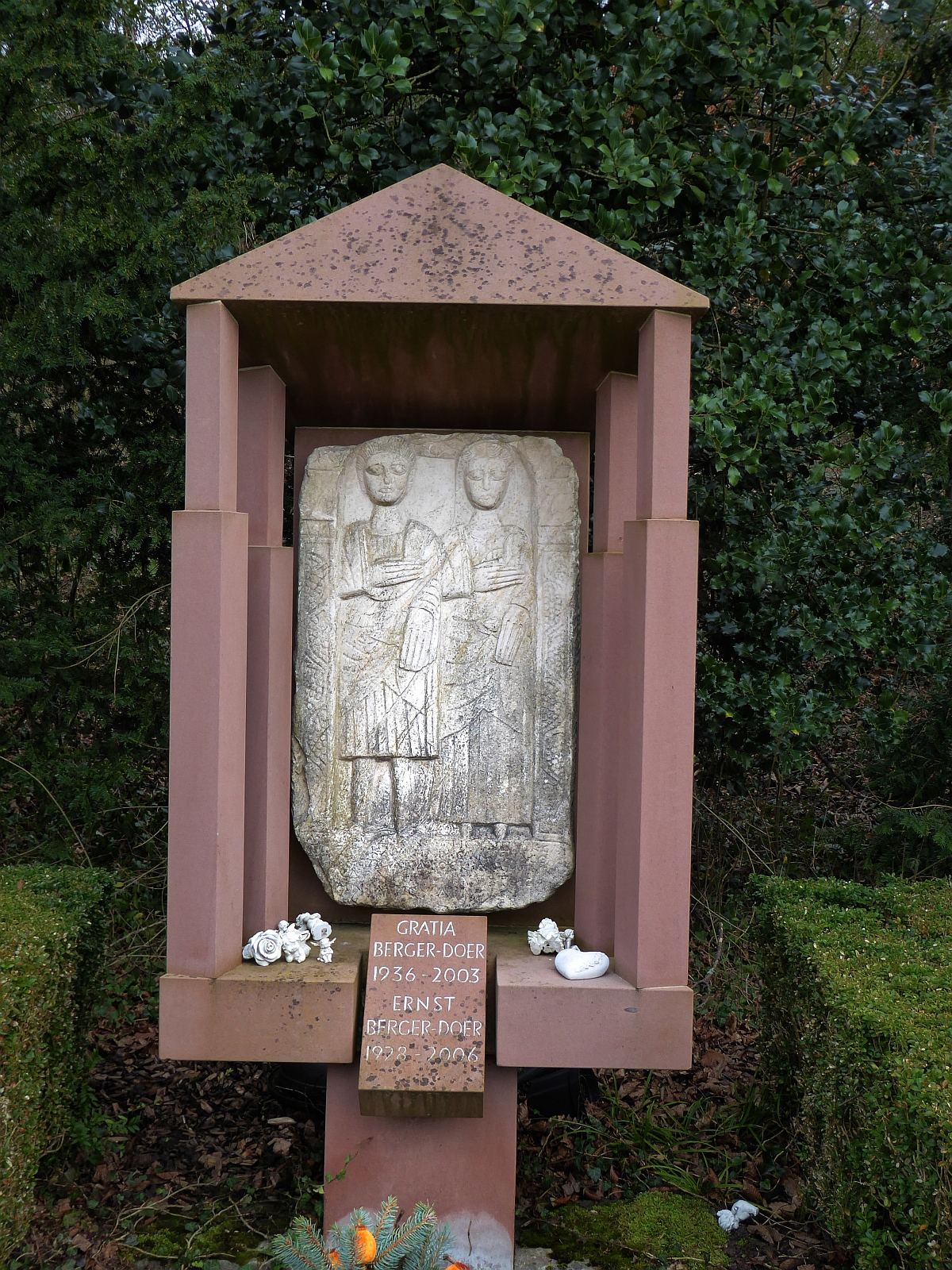
Grab auf dem Friedhof am Hörnli, Riehen, Basel-Stadt

Ernst Berger war seit 1961 mit der aus Berlin stammenden Klassischen Archäologin Gratia Berger-Doer (* 16. November 1936; † 12. Februar 2003) verheiratet, mit der er zwei Söhne und eine Tochter hatte.

## Schriften (Auswahl)
- Parthenon-Ostgiebel. Vorbemerkungen zu einer Rekonstruktion. Bouvier, Bonn 1959
- Das Basler Arztrelief. Studien zum griechischen Grab- und Votivrelief um 500 v. Chr. und zur vorhippokratischen Medizin. Philipp von Zabern, Mainz 1970
- Herausgeber: Parthenon-Kongress Basel. Referate und Berichte 4. bis 8. April 1982. Philipp von Zabern, Mainz 1984
- Der Parthenon in Basel: 1. Dokumentation zu den Metopen. Philipp von Zabern, Mainz 1986
- Der Parthenon in Basel: Dokumentation zum Fries. Philipp von Zabern, Mainz 1996
- Herausgeber: Antike Kunstwerke aus der Sammlung Ludwig. 3 Bände. Philipp von Zabern, Mainz 1979–1990
- Herausgeber: Der Entwurf des Künstlers. Bildhauerkanon in der Antike und Neuzeit. Ausstellungskatalog Antikenmuseum Basel und Sammlung Ludwig. Antikenmuseum Basel und Sammlung Ludwig, Basel 1992